# Stazione di Sant’Antonino-Vaie
Stazione di Sant'Antonino-Vaie vasútállomás Olaszországban, Sant’Antonino di Susa településen.

## Vasútvonalak
Az állomást az alábbi vasútvonalak érintik:
- Torino–Modane-vasútvonal

## Kapcsolódó állomások
A vasútállomáshoz az alábbi állomások vannak a legközelebb:
- Stazione di Borgone (Stazione di Susa, Line SFM3)
- Stazione di Condove-Chiusa San Michele (Stazione di Torino Porta Nuova, Line SFM3)